# Melchiorre Zoppio
Melchiorre Zoppio, o anche Melchiorre Zoppi (Bologna, 1554 – Bologna, 1634), è stato un filosofo e drammaturgo italiano.

## Biografia
Melchiorre Zoppio, figlio di Girolamo Zoppio, si addottorò in filosofia e in medicina a Bologna nel 1579. 
Dopo aver insegnato per un breve periodo logica a Macerata, tenne lezioni di filosofia morale all'Università di Bologna dal 1581. 
Fondò nel 1588 la felsinea Accademia dei Gelati, rimasta attiva per i due secoli successivi: nell'ambito delle adunanze di tale Accademia fece rappresentare varie opere drammatiche da lui stesso composte (L'Admeto, Medea esule, Creusa, Meandro). 
Fu in amichevoli rapporti epistolari con Giusto Lipsio e fu tenuto in onore da Papa Urbano VIII.
Morì nel 1634.

## Opere
- Consolatione di Melchiorre Zoppio filosofo morale nella morte della moglie Olimpia Luna, Bologna, Giovanni Battista Bellagamba, 1603.

- Psafone trattato d'amore del Caliginoso Gelato il s. Melchiorre Zoppio, nel quale secondo i poeti, e filosofi, ethnici, e profani scrittori, platonici, et altri, si discorre sopra le principali considerationi occorrenti nella materia dell'amore humano, ragionevole, e civile, Bologna, Sebastiano Bonomi, 1617.